# شیرایوکی
شیرایوکی به معنی برف سفید است. (به ژاپنی: 白雪 シラユキ shirayuki) نام علمی
(Cerasus lannesiana 'Sirayuki' Koidzumi) نام یک نوع درخت ساکورای باغی است. در سال ۱۹۰۸ میلادی در کنار رود آراکاوا کاشته شد. در بهار گل آن زودتر از برگ‌ها نمایان می‌شود. بخاطر گل‌های بزرگ و سفید آن بسیار جلب توجه می‌کند. شاخه‌های قطور آن از عرض پیچ و خم می‌خورند ولی شاخه‌های نازک آن بطرف بالا رشد می‌کنند. شیرایوکی در بسیاری از پارک‌های توکیو کاشته شده‌است.
- تعداد گلبرگ: ۵ عدد
- رنگ: سفید
- قطر گل: ۴ تا ۴٫۸ سانتیمتر
- زمان گل‌دهی:اواسط ماه آوریل
- محل نمونه:پارک کوگانه‌ای و پارک شینجوکو گیوئن در توکیو[۲]